# Ferrovia Margherita di Savoia Ofantino-Margherita di Savoia
La ferrovia Margherita di Savoia Ofantino-Margherita di Savoia era una linea ferroviaria lunga poco più di 4 km.

## Storia
Venne aperta all'esercizio il 29 gennaio 1884, come diramazione della ferrovia Adriatica, e costruita su iniziativa dei privati al fine di trasportare il sale prodotto nelle saline di Margherita di Savoia (ancora attive). Si staccava dalla linea Adriatica nei pressi di Ofantino, un Posto di Movimento realizzato appositamente al km 581+554 della linea Adriatica. La diramazione e quindi il trasbordo delle merci erano in tal modo permesse dalla stazione ivi realizzata.
Il traffico merci era assicurato dal raccordo (lungo circa 1,5 km) tra la stazione capolinea di Margherita di Savoia e le locali saline, che terminava nei pressi dell'impianto di caricamento del sale, dove terminava anche la ferrovia Decauville posta all'interno della salina.
Dal 1º luglio 1905 la SAFRE ebbe in concessione la ferrovia Ofantino-Margherita di Savoia, per il cui esercizio impiegò una piccola locomotiva a tre assi accoppiati di tipo tramviario (rodiggio 0-3-0, ex FNM), una carrozza mista 2ª/3ª classe (di costruzione SIG Neuhausen 1888, proveniente dal parco della SAFRE) e carri merce (anch'essi della SAFRE). La base logistica e il ricovero dei mezzi era presso la stazione di Ofantino.
Nel 1907 la concessione venne revocata e la linea assegnata alle Ferrovie dello Stato che ne assunsero l'esercizio. Fu sviluppato il servizio merci e aumentata progressivamente la quantità di corse per viaggiatori da 4 coppie a 10 coppie. Nel 1955 la frequenza delle corse per viaggiatori era aumentata a 20 coppie giornaliere con proseguimento per Barletta o Trinitapoli.
Nonostante il servizio prevedesse fino all'orario del 1984 circa 20 corse giornaliere la frequentazione di viaggiatori continuò a diminuire; ne seguì la sospensione del servizio sulla linea, considerata un "ramo secco", il 1º gennaio 1986.
Il 13 febbraio 1996 l'esercente richiese il benestare ministeriale alla rinuncia alla concessione all'esercizio; venne rilasciato con provvedimento del Ministero dei Trasporti e della Navigazione il 19 marzo 1997.
Il 7 marzo 2013 viene definitivamente dismessa, sulla linea Adriatica, anche la stazione di Margherita di Savoia-Ofantino, i suoi sistemi di segnalamento e i deviatoi, gli ultimi impianti rimasti ancora visibili.

## Caratteristiche
| Continuation backward |

| Unknown route-map component "eBHF" |

| Unknown route-map component "CONTgq" | Unknown route-map component "xABZgr" |  |

| Unknown route-map component "exBHF" |

| Unknown route-map component "exBHF" |

| Unknown route-map component "exKDSTe" |

La linea, in origine era lunga 4,623 km e serviva per il collegamento tra la cittadina di Margherita di Savoia e la stazione omonima posta in posizione periferica sulla linea ferroviaria Adriatica. Un raccordo proseguiva dalla stazione cittadina fino alle saline omonime. Il percorso si staccava dalla linea principale dal lato nord, prima dell'ingresso nella stazione di Margherita di Savoia-Ofantino, si affiancava ad essa e poi curvava in direzione del mare; era pianeggiante per tutta la tratta. Un'ampia curva verso nord adduceva al piazzale di stazione.
Durante gli anni sessanta del XX secolo la stazione, posta nel centro di Margherita di Savoia fu ricostruita in posizione periferica e arretrata di circa 400 m. La linea venne elettrificata in corrente continua a 3 kV.